# Y Kant Tori Read
Y Kant Tori Read – rockowo-synthpopowa grupa muzyczna, istniejąca w latach 80., założona przez wokalistkę Tori Amos. Wydała jeden album – Y Kant Tori Read.
Początkowo zespół składał się z Amos, Steve'a Catona i kilku muzyków studyjnych, ale gdy zespół podpisywał kontrakt z wytwórnią Atlantic Records, zostali oni wyrzuceni.
Zamiast tego, do zespołu przystąpił Kim Bullard oraz Matt Sorum.
Nazwa zespołu – fonetyczny zapis pytania "Why Can't Tori Read?" – wzięła się od incydentu, który miał miejsce, gdy Tori Amos uczęszczała do Peabody Conservatory – została wydalona z tej szkoły po tym, gdy odmówiła czytania zapisu nutowego.

## Skład
- Tori Amos – śpiew, instrumenty klawiszowe
- Steve Caton – gitary
- Kim Bullard – instrumenty klawiszowe, programowanie
- Matt Sorum – perkusja

## Dyskografia
- Y Kant Tori Read (1988)
  - "The Big Picture" (singel, 1988)
  - "Cool On Your Island" (singel, 1988)